# Путлино
Путлино — деревня в Боровичском районе Новгородской области, входит в состав Ёгольского сельского поселения.
Находится на автодороге между городом Боровичи и селом Опеченский Посад. Ближайшие населённые пункты: деревни Ёгла, Шиботово. Имеет прямое автобусное сообщение с районным центром — автобус № 112.
Путлино расположено на правом берегу реки Мста, в зоне Боровичских порогов.
| 2010 |
| ---- |
| 76   |

## Примечания

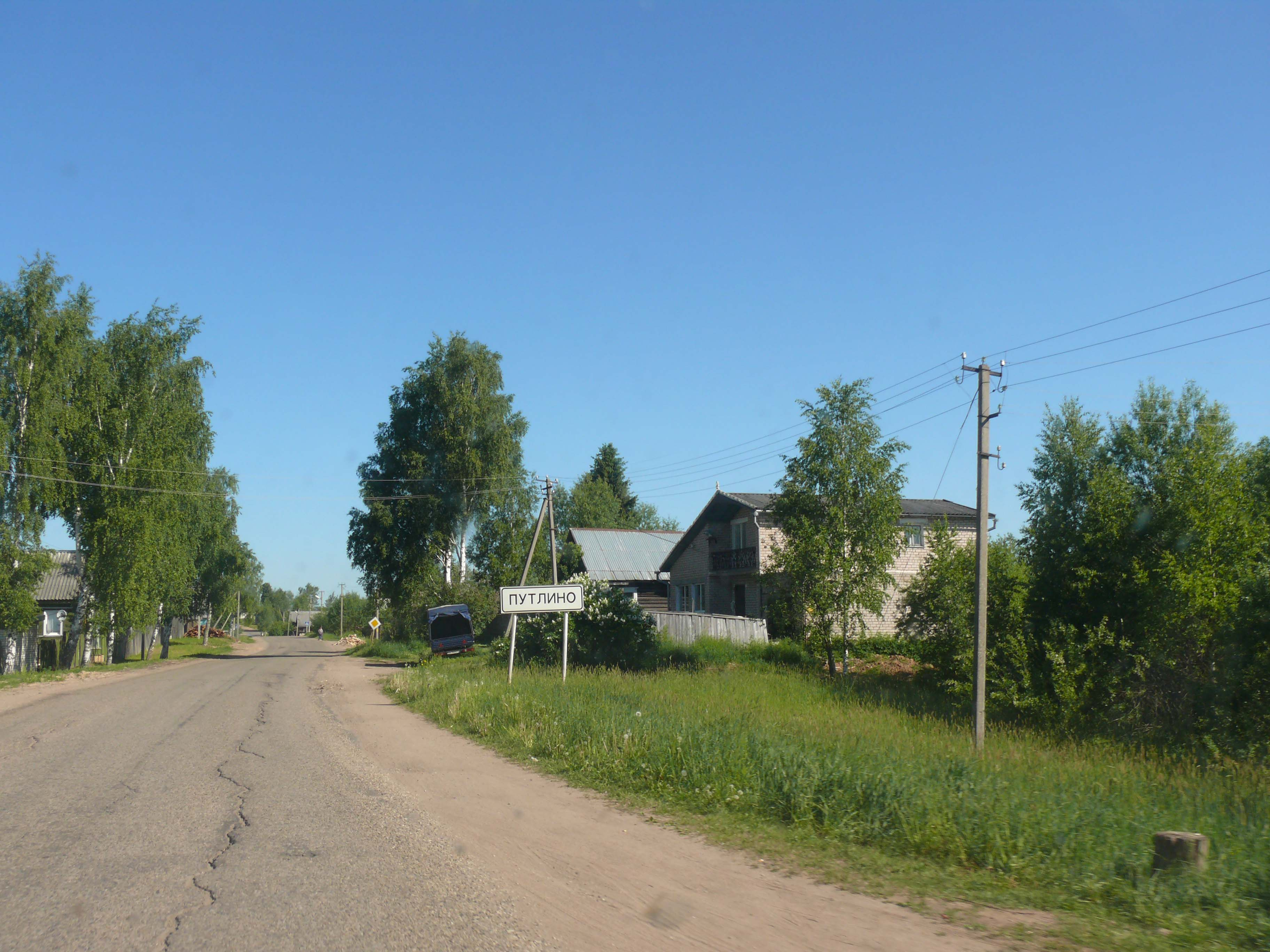
Въезд в Путлино

## Улицы
- Пригородная
- Новый (переулок)[4]